# Hopkins Holsey
Hopkins Holsey  (* 25. August 1779 bei Lynchburg, Virginia; † 31. März 1859 bei Butler, Georgia) war ein US-amerikanischer Politiker. Zwischen 1835 und 1839 vertrat er den Bundesstaat Georgia im US-Repräsentantenhaus.

## Werdegang
Hopkins Holsey besuchte die University of Virginia in Charlottesville. Nach einem anschließenden Jurastudium an der Litchfield Law School in Connecticut und seiner Zulassung als Rechtsanwalt begann er in Hamilton (Georgia) in seinem neuen Beruf zu arbeiten. In seiner neuen Heimat bekleidete Holsey einige lokale Ämter. Für einige Jahre vertrat er das Hancock County im Repräsentantenhaus von Georgia. Später zog er in das Harris County.
Politisch war Holsey ein Anhänger von Präsident Andrew Jackson, dessen Demokratischer Partei er später beitrat. Nach dem Rücktritt des Kongressabgeordneten James C. Terrell wurde er bei der fälligen Nachwahl für den sechsten Sitz von Georgia als dessen Nachfolger in das US-Repräsentantenhaus in Washington, D.C. gewählt, wo er am 5. Oktober 1835 sein neues Mandat antrat. Nach einer Wiederwahl konnte er bis zum 3. März 1839 im Kongress verbleiben.
Nach seinem Ausscheiden aus dem US-Repräsentantenhaus zog Holsey nach Athens, wo er im Zeitungsgeschäft tätig wurde. Im Jahr 1852 strebte er erfolglos seine Rückkehr in den Kongress an. Danach zog er sich aus dem Zeitungsgeschäft zurück und arbeitete wieder als Rechtsanwalt. Hopkins Holsey starb am 31. März 1859 auf seinem Anwesen „Brightwater“ in der Nähe des Ortes Butler.